# Ernesto Antonio Claramount Roseville
Ernesto Antonio Claramount Rozeville (Ciudad Delgado,San Salvador 1924-San Salvador, San Salvador 2008) fue un militar y político salvadoreño. 

## Biografía
Ernesto Antonio Claramount Rozeville originario del Municipio de Ciudad Delgado, Departamento de San Salvador, fue reconocido como un militar de carrera ejemplar, quien ingresó a la edad de 16 años a la Escuela Militar Capitán General Gerardo Barrios y quien tuvo una trayectoria de ascensos desde Subteniente en el año 1945, Teniente en 1950, Capitán en 1957, Mayor en 1962, Teniente Coronel en 1966 y Coronel en 1970, asumió sus primeras responsabilidades dentro de la jerarquía castrense con valentía, en un ejército que proclamaba renovación de ejército tradicional a ejército profesional, siendo un militar de pensamiento progresista, héroe y estratega en la defensa de la soberanía nacional en diferentes escenarios de la historia; así como un prominente político, candidato presidencial en las elecciones de 1977, exitoso empresario ganadero, destacado en el deporte ecuestre y gestor del bienestar de la patria por medio de reconocidas personalidades nacionales e internacionales. era hijo de Blanca Rozeville y del general de brigada Antonio Claramount Lucero (13 de junio de 1886 - 25 de julio de 1975), un piloto. Asistió a la Escuela Militar Capitán General Gerardo Barrios. En la década de 1940, asistió a la Escuela de Caballería del Ejército Mexicano. En julio de 1969, participó de la guerra contra Honduras.

## Elecciones presidenciales de 1977
La alianza por la Unión Nacional Opositora le propuso la candidatura a la presidencia de la república ya que era coronel retirado para las elecciones presidenciales salvadoreñas de 1977  junto con el exalcalde de San Salvador, José Antonio Morales Ehrlich para el cargo a vicepresidente que estuvo a cargo del Partido Demócrata Cristiano, Lou cual resultó ganador de las elecciones, lamentablemente el candidato del oficialista Partido de Conciliacion Nacional (PCN) Carlos Humberto Romero se declaró ganador de las elecciones a unas pocas horas antes de concluir los resultados, y aun sabiendo que Claramount también había ganado legalmente se especularon rumores de un supuesto fraude electoral cosa que el oficialismo negó rotundamente, aun así Romero obtuvo la presidencia, dos años más tarde en 1979 mediante un Golpe de Estado Romero seria derrocado por un grupo de militares acabando con 19 años de periodo de conciliación. 

## Partidos políticos que compitieron en las elecciones

### Oficialismo
- Partido de Conciliación Nacional

### Oposición
- La Union Nacional Opositora estaba formada por los partidos
- Partido Demócrata Cristiano
- Movimiento Nacional Revolucionario

## Protestas por presunto fraude electoral
Frente al evidente fraude electoral hubo protestas en la Plaza Libertad de San Salvador, pero esta terminó siendo reprimida con un saldo de 100 víctimas.
El gobierno dio a Claramount un ultimátum: ser arrestado por los militares, o salir del país bajo arresto domiciliario. Según voluntariamente, fue llevado con un avión de la fuerza aérea exiliándose en Costa Rica.
Presuntamente, Claramount Rozeville fue invitado en mayo de 1979 a Costa Rica por Constitucionalistas en la FAES, colocándose al frente de un golpe de Estado.

### Resultados oficiales de las votaciones
- Carlos Humberto Romero (Partido de Conciliación Nacional) recibió 812,281 votos, el cual corresponde al 67%.
- Ernesto Claramount Rozeville (Unión Nacional Opositora) recibió 394,661 votos.

La población de El Salvador era aproximadamente de 4.255 millones de personas en el registro electoral. 1,206,942 estaban registrados.

## Filmografía
En la película Romero, Claramount Rozeville es interpretado por Juan Peláez.

## Legado
El 22 de diciembre de 2008 se anunció la creación de una fundación con su nombre (Fundación de Coronel Caballería DEM Ernesto Antonio Claramount Rozeville). Fue sepultado en el cementerio Complejo Funerario Monte Elena en Antiguo Cuscatlán, La Libertad.